# رسم ازدواج در گوگوریو
سواوکجه (کره‌ای: 서옥제; هانجا: 壻屋制)، یک رسم ازدواج از امپراتوری گوگوریو و یکی از سیستم‌های داماد–همسری است. به آن خانه داماد نیز گفته میشود.
در زمان‌های قدیم در گوگوریو، طبق آداب و رسوم خاصی که در بخش دونگ یی از سوابق سه پادشاهی ثبت شده، ازدواج‌ها به صورت کلامی صورت می‌گرفت. در این پروسه، خانواده عروس یک خانه کوچک به نام «خانه داماد» در پشت منزل اصلی خود می‌ساختند. پس از غروب خورشید، شوهر به خانه عروس می‌آمد و با اعلام نامش، زانو می‌زد و تعظیم می‌کرد تا از والدین همسرش اجازه ورود بگیرد. این درخواست معمولاً چند بار تکرار می‌شد و اگر والدین راضی می‌شدند، به او اجازه می‌دادند که به آن خانه جداگانه برود و شب را در کنار همسرش بگذراند. 
زمانی که بچه‌ای به دنیا می‌آمد و بزرگ می‌شد، شوهر همسرش را با خود به خانه خود می‌برد. این سنت نشان‌دهنده تعاملات اجتماعی و خانواده محور در آن زمان بود و به نوعی بیانگر اهمیت خانواده و پیوندهای عاطفی در جامعه گوگوریو به شمار می‌رفت. این رفتارها نه تنها نشانه‌ای از احترام به خانواده و آداب و رسوم بود، بلکه به نوعی به تداوم نسل و ارزش‌های فرهنگی نیز کمک می‌کرد.
ازدواجی که به آن اشاره می‌شود، نوع خاصی از پیوند است که در آن داماد برای مدت طولانی در کنار خانواده همسرش زندگی می‌کند و به نوعی به خدمت آنها می‌پردازد. این موضوع در کتابی به نام «بانگی‌سوروک» که به دوران سلطنت پادشاه هیوجونگ در سلسله چوسان مربوط می‌شود، به وضوح بیان شده است. در این کتاب آمده که خانواده‌های اشراف معمولاً ساده و بی‌تکلف هستند و به همین دلیل، دامادها در کنار همسران خود می‌مانند. در واقع، این نوع ازدواج بیشتر از آنکه به معنای گرفتن زن باشد، به ایجاد یک پیوند عمیق و ابدی اشاره دارد.
در طول تاریخ، مدت زمان اقامت دامادها برای ثبت ازدواج از چندین سال به یک تا سه سال کاهش یافته که این تغییر در اواخر سلسله چوسان رخ داده است. این تحول نشان‌دهنده تغییرات فرهنگی و اجتماعی در آن زمان است و نشان می‌دهد که چگونه ازدواج‌ها و روابط خانوادگی به تدریج دستخوش تغییراتی شدند. این نوع ازدواج، علاوه بر جنبه‌های مالی و اجتماعی، به نوعی به تقویت روابط خانوادگی و اجتماعی نیز کمک می‌کند و نقش مهمی در ساختار خانواده‌ها ایفا می‌نماید.

## با هم ببینید
- سیستم دامادی
- تحقیقات جنایی

## پاورقی
الگو:글로벌세계대백과